# Periclimenes ingressicolumbi
Periclimenes ingressicolumbi är en kräftdjursart som beskrevs av Berggren och Svane 1989. Periclimenes ingressicolumbi ingår i släktet Periclimenes och familjen Palaemonidae. Inga underarter finns listade i Catalogue of Life.